# Muriti
Muriti è una circoscrizione rurale (mixed ward) della Tanzania situata nel distretto di Ukerewe, regione di Mwanza. Conta una popolazione di 23 014 abitanti (censimento 2012).